# Laurent Bermen
Laurent Bermen est un notaire à Québec du XVIIe siècle. Il fut notaire royal de 1647 à 1649.
Il est le premier greffier de la Cour à avoir signé un acte en Nouvelle-France en 1621. Bermen, dans la rédaction des actes au cours de son mandat, se dénommait lui-même comme le notaire royal. Ce n'était pas dans son droit de le faire puisque ce type de nomination ne pouvait être faite par le roi ou son représentant. Néanmoins, il a créé 39 actes notariés durant son séjour dans le nouveau monde. 
Quatre notaires de plus qui ont suivi Bermen à son poste et ont agi comme leur prédécesseur et ont utilisé son titre mais aucun détenait légalement le titre :
- Claude Lecoustre (1647–1648)
- Guillaume Audouart (1649–1663)
- Jean Durand (1653)
- Louis Rouer de Villeray (1653–1657)

Bermen serait tombé sous l'autorité de la compagnie des cent-associés en ce qui concerne son travail en tant que notaire. Il semblerait qu'ils avaient une capacité de façonner les lois de cette nouvelle colonie.